# PPP1R3D
PPP1R3D (англ. Protein phosphatase 1 regulatory subunit 3D) – білок, який кодується однойменним геном, розташованим у людей на довгому плечі 20-ї хромосоми. Довжина поліпептидного ланцюга білка становить 299 амінокислот, а молекулярна маса — 32 559.
| 10         |  | 20         |  | 30         |  | 40         |  | 50         |
| ---------- |  | ---------- |  | ---------- |  | ---------- |  | ---------- |
| MSRGPSSAVL |  | PSALGSRKLG |  | PRSLSCLSDL |  | DGGVALEPRA |  | CRPPGSPGRA |
| PPPTPAPSGC |  | DPRLRPIILR |  | RARSLPSSPE |  | RRQKAAGAPG |  | AACRPGCSQK |
| LRVRFADALG |  | LELAQVKVFN |  | AGDDPSVPLH |  | VLSRLAINSD |  | LCCSSQDLEF |
| TLHCLVPDFP |  | PPVEAADFGE |  | RLQRQLVCLE |  | RVTCSDLGIS |  | GTVRVCNVAF |
| EKQVAVRYTF |  | SGWRSTHEAV |  | ARWRGPAGPE |  | GTEDVFTFGF |  | PVPPFLLELG |
| SRVHFAVRYQ |  | VAGAEYWDNN |  | DHRDYSLTCR |  | NHALHMPRGE |  | CEESWIHFI  |

A: Аланін

C: Цистеїн

D: Аспарагінова кислота

E: Глутамінова кислота

F: Фенілаланін

G: Гліцин

H: Гістидин

I: Ізолейцин

K: Лізин

L: Лейцин

M: Метіонін

N: Аспарагін

P: Пролін

Q: Глутамін

R: Аргінін

S: Серин

T: Треонін

V: Валін

W: Триптофан

Кодований геном білок за функцією належить до фосфопротеїнів. 
Задіяний у таких біологічних процесах, як вуглеводний обмін, метаболізм глікогену. 